# Stavîșce, Kamin-Kașîrskîi
Stavîșce (în ucraineană Ставище) este un sat în comuna Kaciîn din raionul Kamin-Kașîrskîi, regiunea Volînia, Ucraina.

## Demografie
Componența lingvistică a localității Stavîșce
     Ucraineană (99,35%)
     Alte limbi (0,65%)
Conform recensământului din 2001, majoritatea populației localității Stavîșce era vorbitoare de ucraineană (99,35%), existând în minoritate și vorbitori de alte limbi.